# Parigny-la-Rose
Parigny-la-Rose este o comună în departamentul Nièvre din centrul Franței. În 2009 avea o populație de 34 de locuitori.

## Evoluția populației
| An        | 1975 | 1982 | 1990 | 1999 | 2006 | 2009 |
| --------- | ---- | ---- | ---- | ---- | ---- | ---- |
| Populație | 77   | 66   | 52   | 40   | 29   | 34   |